# Mahendra Yadav
Mahendra Yadav (1949 o 1950 – Nuova Delhi, 5 luglio 2020) è stato un politico indiano.

## Biografia
Dopo aver scontato 10 anni di prigione per il coinvolgimento nelle rivolte anti-Sikh del 1984, nel 1998 entrò nell'Assemblea Legislativa per il Congresso Nazionale Indiano.
Yadav è morto il 5 luglio del 2020, per complicazioni da Covid-19. 